# Ulianinia mollissima
Ulianinia mollissima is een platworm (Platyhelminthes) uit het zoute water. De wetenschappelijke naam van de soort werd in 1879 gepubliceerd door Georg Marius Reinald Levinsen.
Het geslacht Ulianinia, waarvan de platworm de typesoort is, is het typegeslacht van de familie Ulianiniidae.